# The Fiery Furnaces
The Fiery Furnaces je americká rocková skupina, založená v roce 2000 v New Yorku. Jejími hlavními členy jsou sourozenci Matthew Friedberger a Eleanor Friedberger. Doprovází je Jason Loewenstein a Bob D'Amico. V roce 2002 skupina podepsala smlouvu s vydavatelstvím Rough Trade a vydala první album Gallowsbird's Bark. Do roku 2009 jich vydala dalších sedm. Po krátkém turné v roce 2011 přestala být kapela aktivní a členové začali vydávat sólové desky. V roce 2020 vydali první společnou píseň po jedenácti letech.

## Diskografie
Studiová alba
- Gallowsbird's Bark (2003)
- Blueberry Boat (2004)
- EP (2005)
- Rehearsing My Choir (2005)
- Bitter Tea (2006)
- Widow City (2007)
- I'm Going Away (2009)
- Take Me Round Again (2009)